# ورم البطانة العصبية وتحتها
ورم البِطانة العصبيَّة وتَحْتِها أو ورم تحت البطانة العصبية هو ورمٌ دماغي وتحديدًا هو شكلٌ نادرٌ من الورم البطاني العصبي. كان يسمى سابقًا بالورم النجمي تحت البطانة العصبيَّة، وصف لأول مرة في عام 1945. يُصيب عادةً الأفراد في منتصف العمر. يُعد مآل هذا الورم أفضل من معظم أورام البطانة العصبيَّة، كما يعتبر ورمًا من الدرجة الأولى حسب تصنيف منظمة الصحة العالميَّة. يظهر عادةً داخل البطين الرابع، كما يمتلك عادةً سطحًا محددًا جيدًا مع الأنسجة الطبيعيَّة ولا يمتد إلى برنشيمة الدماغ، كما تفعل الأورام البطانيَّة العصبيَّة في كثيرٍ من الأحيان.

## العلامات والأعراض

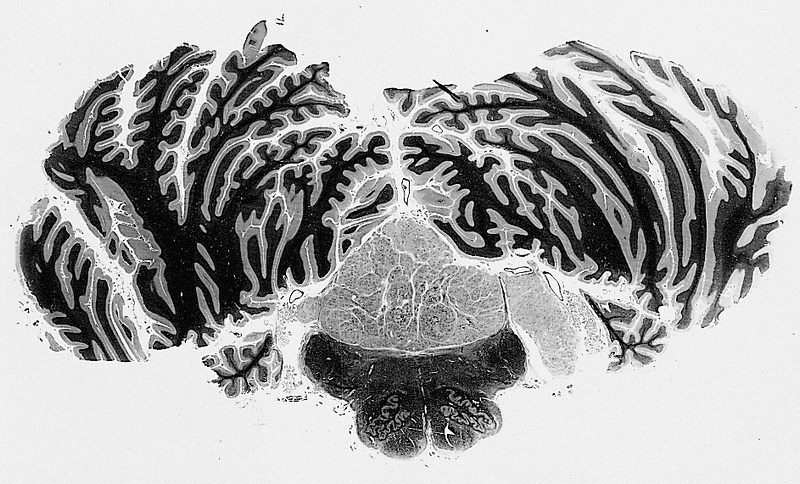
ورم البطانة العصبية وتحتها ممتدٌ إلى الزاوية المخيخية الجسريَّة عبر ثقبة لوشكا. تظهر في الجانب الأيمن من الصورة

غالبًا ما يكون المريض عديم الأعراض ويُشخص صدفةً، وغالبًا ما تكون الأورام الأكبر حجمًا مصحوبةً بزيادة الضغط داخل القحف.

## الفيزيولوجيا المرضيَّة
هذه الأورام صغيرة بالحجم، لا يزيد عرضها عن سنتيمترين، وتأتي من البطانة العصبية. أفضل طريقة لتمييزها عن الأورام النجميَّة عملاقة الخلايا تحت البطانة العصبيَّة هو الحجم.

## التشخيص
يعتمد التشخيص على فحص الأنسجة مثل خزعة الدماغ. تتسق أورام البطانة العصبية وتحتها نسيجيًا مع المساحات الكيسية الدقيقة والخلايا ذات المظهر غير العدوائي بدون لانمطية نووية أو انقسام متساو ملحوظ، كما تميل النوى إلى تكوين عناقيد.[بحاجة لمصدر]
تظهر في التصوير المقطعي المحوسب على شكل كتلةٍ قليلة الكثافة إلى متساوية الكثافة. أما إذا كانت كبيرةً، فقد تحتوي أجزاءً كيسية أو كلسيَّة. يتواجد الورم في البطين الرابع في حوالي 50-60% من الحالات، وفي البطينين الجانبيين في 30-40% من الحالات، ونادرًا ما يتواجد في البطين الثالث أو القناة المركزية للنخاع الشوكي.

## العلاج
يُجرى مراقبة الحالة فقط في الأفراد الذين لا تظهر عليهم أيُ أعراض، أما إذا كانت هناك أعراض، فيمكن إزالة الورم جراحيًا، كما أنَّ الإزالة الجزئيَّة تمتلك أيضًا مآلًا ممتازًا.

## المآل
تُعد توقعات العلاج من هذا الورم مناسبة جدًا.